# Taï Phong
Taï Phong est un groupe de rock progressif français. Il est formé en 1972 par deux frères vietnamiens, Khanh Maï et Taï Sinh, et dont la composition a plusieurs fois changé (Jean-Jacques Goldman, Michael Jones, Stéphan Caussarieu, Benjamin Bergerolle, et Michaël Zurita en ont notamment fait partie).
Le nom du groupe vient du vietnamien tài phong (« génie du vent »), đại phong voulant dire « typhon ».
Le groupe est principalement actif entre 1975 et 1979, période durant laquelle ils produisent trois albums studio, et s'est reformé en 2000 autour d'un nouvel album.

## Biographie

### Origines
Taï Sinh (basse, guitare, chant, claviers), né en 1946, et Khanh Maï (guitare, chant), né en 1948, deux frères nés au Vietnam, forment un premier groupe, The Monsoons (Mousson), qui remportera quatre années consécutives le championnat de l'Île-de-France[Quoi ?], mais sont contraints d'arrêter l'expérience à cause de pressions familiales. Khanh arrête la musique, tandis que Taï retourne vivre en Angleterre où les deux frères avaient fait leurs études. En 1972, ils décident de former un nouveau groupe avec quelques amis, mais au bout de six mois, cette première équipe, pas assez motivée, se dissout. Une annonce dans le magazine Melody Maker leur permet de recruter deux nouveaux membres, un anglais et un américain, mais là encore, l'alchimie n'est pas la bonne.

### Succès (1972-1979)
Le groupe trouve sa physionomie définitive en 1974 avec les arrivées successives de Jean-Jacques Goldman (guitare, chant, violon), puis de Jean-Alain Gardet (claviers), présenté par des amis, de formation classique mais versé également dans le jazz. Le batteur qui joue alors avec eux sera remplacé au début de l'enregistrement du premier album, le groupe estimant qu'il ne jouait pas assez « en place ». Le jeune Stéphan Caussarieu (batterie, percussions), sélectionné parmi une quinzaine de candidats, complète la formation fin 1974. Khanh, à l'époque, est ingénieur du son dans un studio parisien, tandis que Taï travaille comme directeur artistique chez Barclay, puis Philips. Le groupe est désormais baptisé Taï Phong (tài phong), qui signifie « grand vent » en vietnamien.
Le groupe réalise deux premiers albums. Le premier, Taï Phong, est mixé par Andy Scott, et publié en juin 1975, au label WEA. Taï Phong, se vend à plus de 50 000 exemplaires, et est félicité par la presse spécialisée comme Rock & Folk,. Le deuxième, Windows, est publié en 1976. Le texte de leurs chansons est essentiellement en anglais ; l'une d'elles, Sister Jane, premier extrait du premier album, sera un succès largement diffusé sur les ondes et dans les discothèques. Sister Jane fait peut-être référence à la sœur de Philip K. Dick, ou aux chansons du Velvet Underground Sister Ray et Sweet Jane[réf. nécessaire].
Entre 1977 et 1978 s'ensuit la sortie des singles comme Follow Me et Back Again, qui passent inaperçus. En 1978, Jean-Alain Gardet et Taï Sinh quittent le groupe, et sont remplacés par Pascal Wuthrich, et Michael Jones. Jean-Jacques Goldman songe également à partir, de plus en plus critique par rapport au fait de chanter en anglais et non en français ; il ne souhaite notamment plus participer aux tournées (c'est alors Michael Jones qui l'y remplace), mais il acceptera cependant de participer à un nouvel album du groupe, Last Flight, en 1979. Après ce troisième album, le groupe se dissout.

### Retours (1986 et 1992)
En 1986 sort un nouveau titre écrit par Stéphan Caussarieu, I'm Your Son, tentative de relance de la carrière du groupe. Jean-Jacques Goldman y participe également, en y faisant les chœurs. Sur la pochette on peut lire que le groupe sortira un album intitulé The Return of the Samurai, album qui verra finalement le jour en 2013, après 27 ans d'attente.
Le 5 décembre 1992, sous le nom de « Taï Phong », Stéphan Caussarieu accompagné de trois musiciens joue en première partie de Gong à Élancourt. Le groupe joue 45 minutes et interprète tous les grands titres du groupe. En 1994, Stéphan Caussarieu annonce la sortie prochaine d'un album et la reformation du groupe avec Khanh Maï.

### Second retour (depuis 2000)
Le groupe se reforme en 2000 avec Khanh Maï et Stéphan Caussarieu, rejoints par Hervé Acosta (chant) et Angelo Zarzuelo (claviers), et sort un nouvel album, intitulé Sun. En 2007, un album est annoncé en préparation, à nouveau sous le nom de The Return of the Samurai, avec les titres de Khanh Maï qui n'avaient pas été retenus pour l'album Sun. Il ne reste alors que Khanh Maï de la première formation du groupe, composé de Khanh Maï (guitare et chant), Michaël Zurita (guitare), Jean-Philippe Dupont (claviers), Claude « Klod » Thill (basse), Barbara Tomachot, Sylvie Tabary et Aïna Quach (chant), et Benjamin « Benj » Bergerolle (batterie).
Cet album sortira finalement en 2013, 5e opus du groupe, entièrement composé par Khanh Maï. En 2014, le groupe connaît de légères modifications : Romuald Cabardos est recruté à la batterie, Bastien Mcone et Jean-Phillipe Dupont aux claviers, Gilles le Moyn à la guitare, et Davy à la guitare, Klod restant à la basse et Aïna au chant. Cette même année, le groupe fait une tournée au Japon.

## Discographie

### Albums studio
- 1975 : Taï Phong
- 1976 : Windows
- 1979 : Last Flight
- 2000 : Sun
- 2013 : Return of the Samurai
- 2016 : Live in Japan (CD-DVD)
- 2021 : Dragons of the 7th Seas

### Singles
- 1975 : Sister Jane / Crest
- 1975 : (If You're Headed) North For Winter / Let Us Play
- 1976 : Games / The gulf of knowledge
- 1977 : Follow Me / Dance
- 1978 : Back Again / Cherry
- 1978 : Fed Up / Shanghai Casino
- 1979 :  Rise Above the Wind (supplément enregistré pour la revue Sono)
- 1986 : I'm Your Son / Broken Dreams